# Primula latifolia
Primula latifolia är en viveväxtart. Primula latifolia ingår i släktet vivor, och familjen viveväxter.

## Underarter
Arten delas in i följande underarter:
- P. l. cynoglossifolia
- P. l. graveolens
- P. l. latifolia

## Bildgalleri

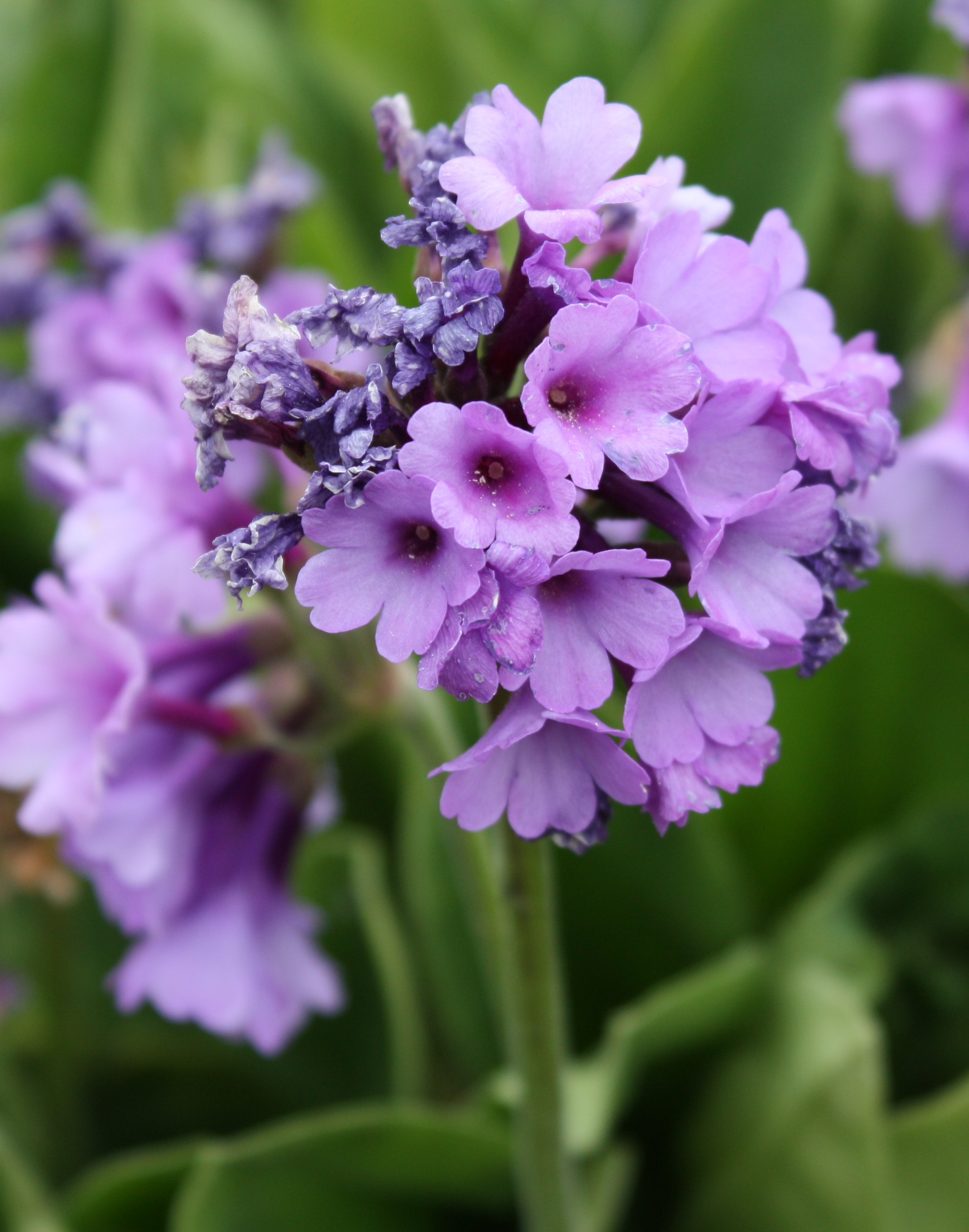
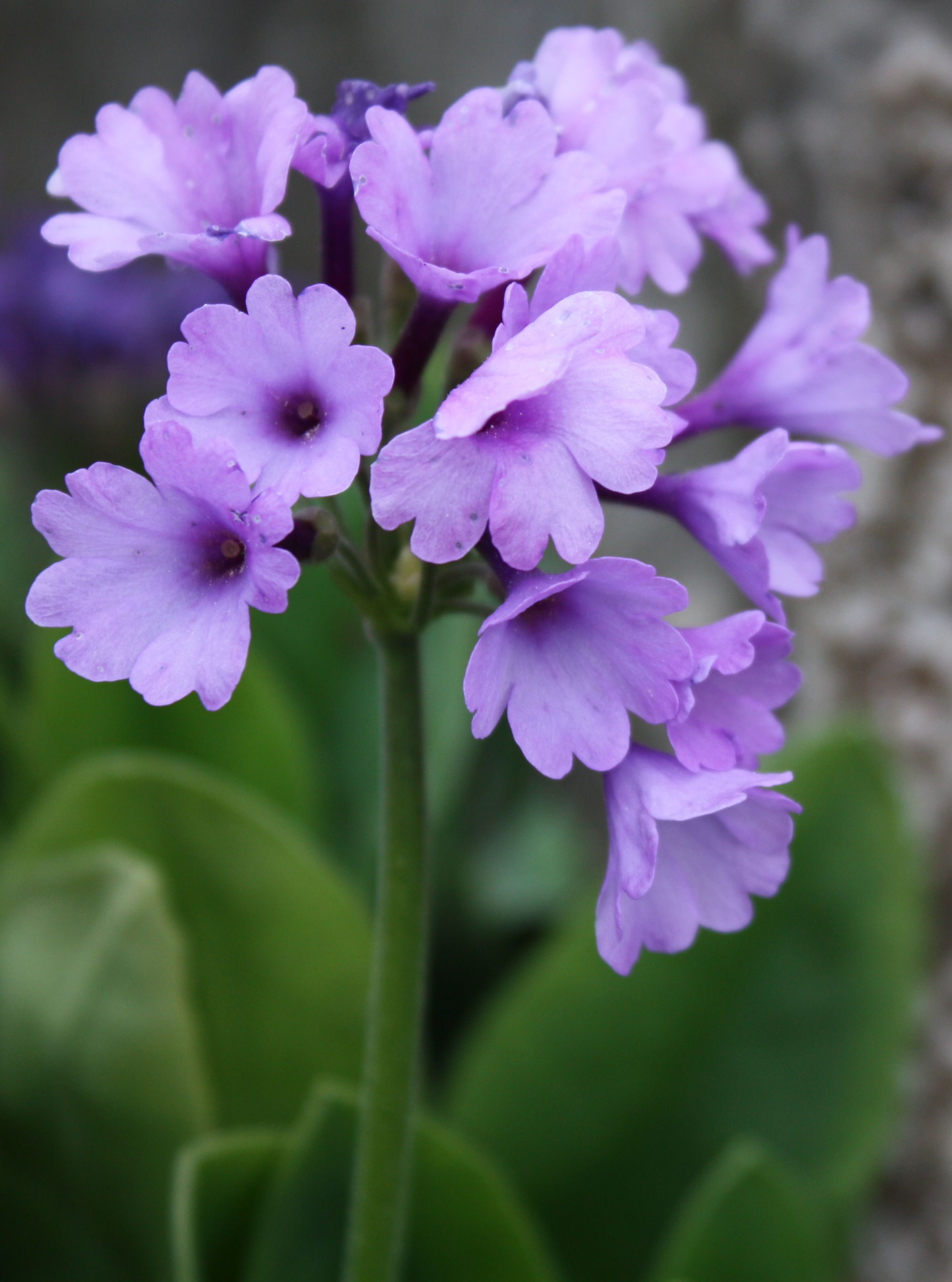
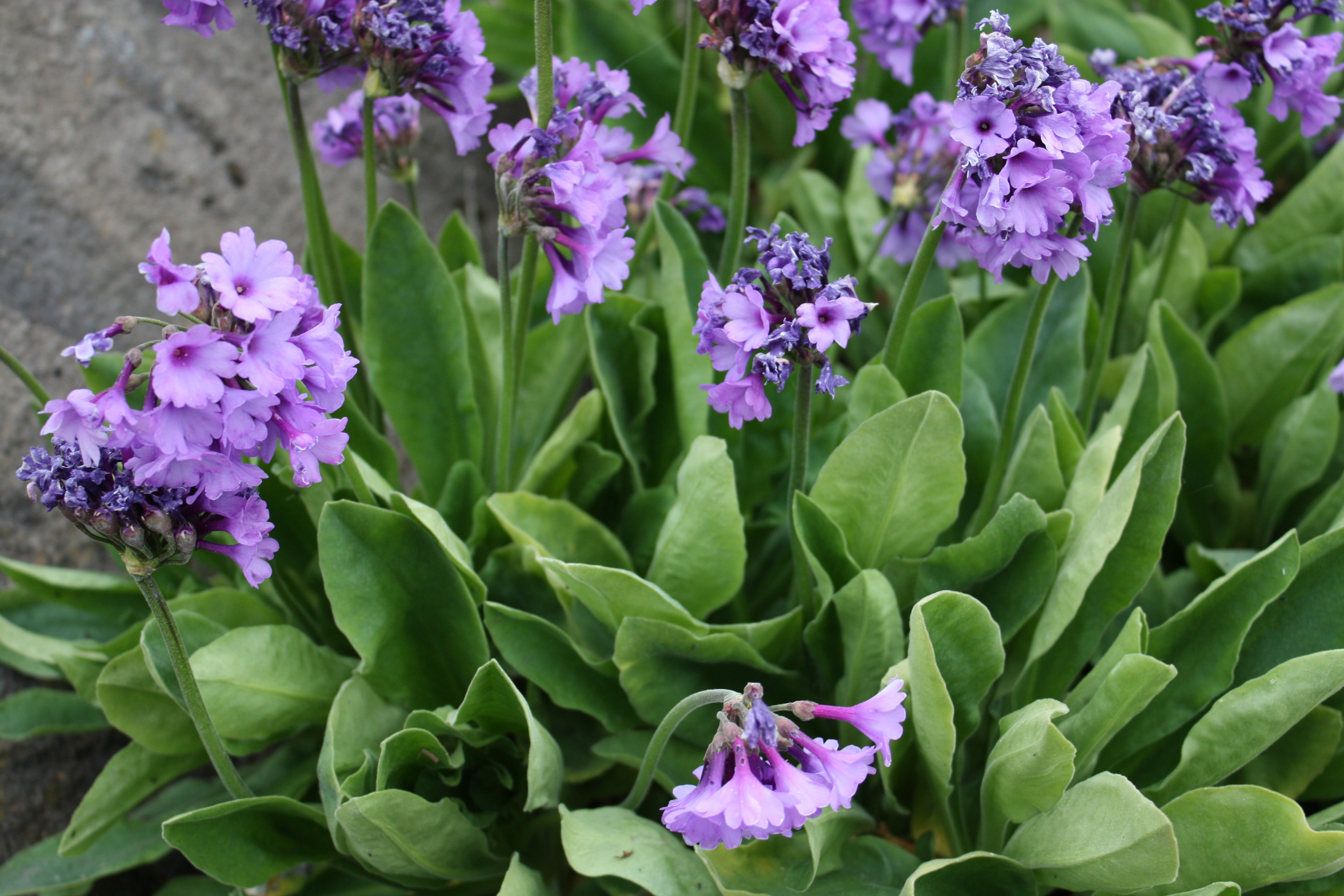
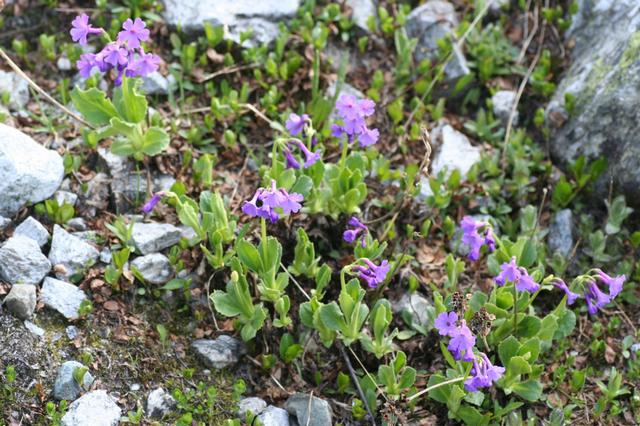
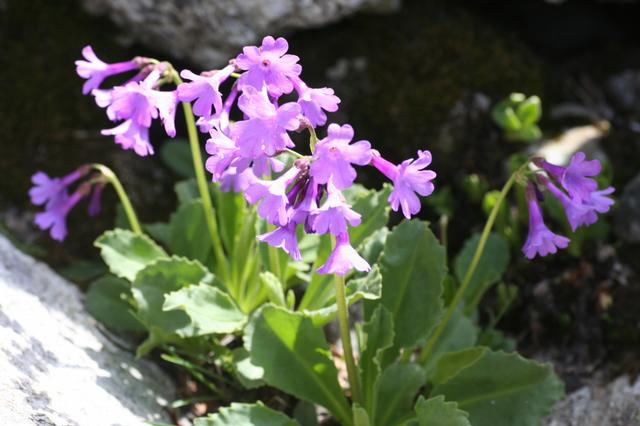
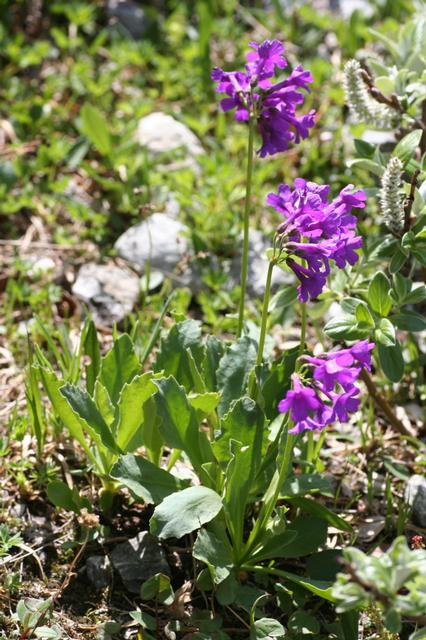